# هوراس بويس

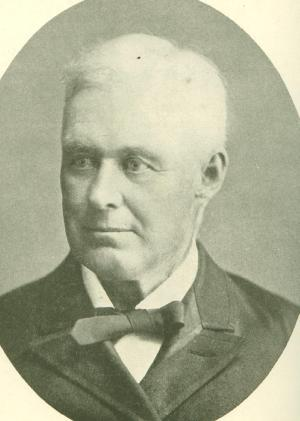
هوراس بويس

هوراس بويس (بالإنجليزية Horace Boies) وهو سياسي أمريكي ينتمي إلى الحزب الديمقراطي ولد هوراس بويس في 7 كانون الأول - ديسمبر من سنة 1827 في ولاية نيويورك شغل بويس منصب جاكم على ولاية آيوا ما بين 27 فبراير من سنة 1890 إلى 11 يناير من سنة 1894 توفي هوراس بويس في 4 نيسان - أبريل من سنة 1923 في ولاية كاليفورنيا دفن هوراس بويس في مقبرة إلمووود في ووترلو بولاية آيوا.